# Rogério Rocha da Silva
Rogério Rocha da Silva (San Paolo, 17 dicembre 1978 – 23 agosto 2017) è stato un giocatore di calcio a 5 brasiliano.

## Biografia
È scomparso il 23 agosto 2017 all'età di 38 anni, colpito da infarto, durante una vacanza in Brasile.

## Carriera
Giunto in Italia nel 2003, ha disputato dodici stagioni in Serie A indossando le maglie di Perugia, Roma Futsal, Napoli, Vesevo, Luparense, Real Rieti e Pescara. Apprezzato dall'allenatore Fulvio Colini, ne seguì spesso i trasferimenti. Alla soglia dei quarant'anni scese in Serie A2 per giocare con la Real Dem. Nonostante le buone prestazioni del pivot brasiliano, impreziosite da 20 reti in campionato, la squadra chiuse al terz'ultimo posto in classifica, retrocedendo.

## Palmarès

### Competizioni nazionali
- Campionato italiano: 2

Perugia : 2004-05
Pescara: 2014-15
- Coppa Italia: 2

Luparense: 2012-13
Pescara: 2015-16
- Supercoppa italiana: 2

Luparense: 2012
Pescara: 2015
- Campionato spagnolo: 1

Inter: 2007-08

### Competizioni internazionali
- Coppa UEFA: 1

Città di Montesilvano: 2010-11